# Walenty Wańkowicz
Walenty Wilhelm Wańkowicz (ur. 14 lutego 1799 w Kałużycach, zm. 12 maja 1842 w Paryżu) – malarz, przedstawiciel klasycyzmu i romantyzmu, członek wileńskiej szkoły malarskiej, student i członek Akademii Sztuk Pięknych w Petersburgu.

## Życiorys
Walenty Wańkowicz urodził się w Kalużycach nad Uszą w rodowym majątku Wańkowiczów w powiecie ihumeńskim, w ówczesnej guberni mińskiej. Był synem Melchiora Wańkowicza, sędziego mińskiego, i Scholastyki z Goreckich herbu Dołęga, siostry Antoniego Goreckiego. Naukę rozpoczął w 1811 w kolegium jezuitów w Połocku, które w 1812 zostało przekształcone w Akademię Połocką. W akademii Wańkowicz obcował ze szkolnymi zbiorami obrazów, do których należał między innymi zbiór dzieł pędzla Szymona Czechowicza (1689–1775). Wykładowcą architektury cywilnej, wojskowej i rysunku, który uczył Wańkowicza był Jakub Pesling. W 1817 roku Wańkowicz ukończył Akademię Połocką z wyróżnieniem. Po ukończeniu szkoły malarz nie chciał poświęcać się ziemiańskiemu życiu i w 1817 roku wstąpił na Uniwersytet Wileński na wydział literatury i sztuk wyzwolonych. Znalazł się w gronie uczniów Jana Rustema (1762-1835). Wańkowicz korzystał z pracowni malarskiej Rustema, gdzie uczył się technik malarstwa olejnego. Prócz działalności artystycznej, Wańkowicz rozwijał się również w dziedzinie nauk przyrodniczych. Należał do Towarzystwa Filaretów, którego członkiem był Adam Mickiewicz. Pierwszy portret wieszcza stworzył w 1821 roku. W późniejszym czasie malarz portretował Mickiewicza jeszcze kilka razy.
W 1822 roku Wańkowicz ukończył wileńską szkołę malarską. Za czasów studenckich jego dzieła cieszyły się pozytywnym odbiorem ze strony krytyków – między innymi zdobył pierwszą nagrodę w konkursie na kompozycję olejną Filoktet i Neoptolemon na wyspie Lemnos w wystawie publicznej. Wańkowicz uzyskał stypendium uniwersyteckie na studia w petersburskiej ASP, dokąd udał się w 1825 roku, gdzie studiował pod kierunkiem Aleksieja Jegorowa i Wasilija Szebujewa, wychowanków tejże Akademii. Jako student pierwszego roku, w 1825 roku malarz uzyskał srebrny medal drugiego stopnia za jeden ze swoich obrazów. W 1826 roku został wyróżniony srebrnym medalem pierwszego stopnia. W 1827 roku nagrodzono go dwoma srebrnymi medalami oraz jednym złotym, który zdobył we współpracy z malarzem z Wilna w konkursie na historyczną kompozycję na temat związany z Rosją za pracę Czyn młodego Kijowianina.
Po studiach Wańkowicz osiedlił się na Wyspie Wasiliewskiej, gdzie znajdowała się jego pracownia malarska. Obracał się w gronie artystów polskich i rosyjskich, a jego przyjaciółmi byli: Adam Mickiewicz, Aleksander Chodźko, Aleksandr Puszkin, Wasilij Żukowski, Iwan Kryłow, Stanisław Morawski i Aleksander Orłowski. Wszyscy bywali w salonie kompozytorki Marii Szymanowskiej. Wańkowicz poznał również Andrzeja Towiańskiego. Pod wpływem Towiańskiego Wańkowicz zwrócił się ku mistycyzmowi.

Około roku 1828 powstało najsłynniejsze dzieło Wańkowicza – Adam Mickiewicz na Judahu skale. Zaprezentowano go na wystawie akademii petersburskiej w 1828 roku. Drugim znaczącym dziełem Wańkowicza z czasów petersburskich jest zaginiony portret Aleksandra Puszkina. Zachował się opis obrazu pióra Stanisława Morawskiego: 
Wyobrażał on mężczyznę, udrapowanego w szeroki z kratkowaną podszewką płaszcz-almaviva, stojącego w kontemplacji i rozmyślaniu pod cienistym drzewem. Twarz wielce niemiła, koloryt jej jakiś dziwny, a jednak instynktem poznać się dający, że jest naturalnym; fizjonomia tym mniej interesująca, że portret en face lazącym w oczy był zrobiony; światełka z cieniami od drzewa, niejako migające po twarzy [...].
W okresie petersburskim Wańkowicz zyskał dużą renomę jako świetny portrecista. W swojej twórczości łączył elementy estetyki klasycyzmu z romantyzmem. W tym okresie portretował również Marię Szymanowską oraz polskiego oficera armii rosyjskiej – Stanisława Chomińskiego. Artysta zajmował się też grafiką użytkową – zaprojektował okładkę do pieśni Szymanowskiej, które ukazały się w 1828 roku.
W uznaniu dorobku artystycznego Wańkowicza, senat Akademii przyznał mu w 1832 tytuł członka akademii.
W czasie pobytu Wańkowicza w Petersburgu, w październiku 1827 r. na Litwie urodził mu się syn Adam Wincenty, a w latach 1831 i 1834 przyszli na świat jeszcze dwaj kolejni: Kazimierz Adam i Jan Edward.
W 1830 roku, po powrocie z Petersburga, Wańkowicz osiadł  w Ślepiance Małej. W Mińsku Litewskim prowadził pracownię z Janem Damelem, często też wyjeżdżał do Wilna. W tym czasie namalował m.in. dwa portrety Andrzeja Towiańskiego (który z apelem do Matki Bożej Miłosierdzia z Ostrej Bramy: O PANI! KU RATUNKOWI NASZEMU POSPIESZ SIĘ – zawiesił 8 XII 1841 r.  obraz autorstwa Walentego Wańkowicza, będący kopią ikony Matki Boskiej Ostrobramskiej – w kościele katolickim Saint Severin – św. Seweryna w Paryżu, w Dzielnicy Łacińskiej, na lewym brzegu Sekwany, wiszący w neogotyckiej ramie do dziś – w lewej nawie tego kościoła, ponoć przywieziony w 1841 roku na chłopskim wozie przez samego  przywódcę Koła Sprawy Bożej i to właśnie przed tym obrazem zbierali się w modlitwie polscy tułacze Wielkiej Emigracji: Mickiewicz, Goszczyński, Słowacki, Bem, Krasiński, Mochnacki, Chopin…), pod silnym wpływem którego pozostawał, i Karoliny Towiańskiej; wizerunki obojga wykonał również w miniaturze. Portretował też rodziców Towiańskiego, Ferdynanda Gutta, szwagra Towiańskiego, i jego żonę (wszystkie zaginęły w 1944). W 1834 namalował alegoryczny całopostaciowy portret Napoleona Bonapartego Napoleon przy ognisku.
Około 1840 roku Wańkowicz wyjechał do Drezna, gdzie odwiedzał słynną galerię i kopiował mistrzów malarstwa takich jak Tycjan oraz Rafael. Jesienią 1841 roku postanowił przenieść się do Paryża, gdzie zatrzymał się w domu Mickiewicza. Wańkowicz był schorowany i słaby, dlatego coraz mniej tworzył. 12 maja 1842 roku zmarł z powodu gruźlicy. Jego ostatnia wola została spisana przez Mickiewicza, który był jednym ze spadkobierców obok żony z dziećmi i Towiańskiego. Wańkowicz pochowany został na cmentarzu Montmartre.

## Muzeum
W 2000 w dawnym dworze Wańkowiczów w Mińsku otwarto muzeum artysty. Ponieważ budynek w czasach ZSRR pełnił funkcje mieszkalne, nie zachowały się żadne elementy wnętrza z epoki. Większość eksponatów, w tym obrazy Wańkowicza, zostały wypożyczone z muzeów w Warszawie.

## Przynależność kulturowa
Z dziedzictwem kulturowym Walentego Wańkowicza identyfikują się zarówno Polacy, jak i Białorusini. Liczna polska literatura fachowa z dziedziny historii kultury i sztuki opisuje malarza jako artystę polskiego. Są to m.in. Dzieje kultury polskiej Aleksandra Brücknera, Nowoczesne malarstwo polskie 1764-1939 Tadeusza Dobrowolskiego, Malarstwo polskie Stefana Kozakiewicza oraz Dzieje Polski porozbiorowe (1795–1921) Mariana Kukiela. Niektóre białoruskie opracowania opisują jednak Walentego Wańkowicza jako artystę o białoruskich korzeniach i z pogranicza kultur, związanego także z kulturą Białorusi. Autorzy książki pt. „Historyja biełaruskaha mastactwa” określili go jako twórcę, który wpisał jasną stronę do historii białoruskiego malarstwa pierwszej połowy XIX wieku. „Encykłapiedyja historyi Biełarusi” stwierdza, że artysta pochodził ze starodawnego białoruskiego rodu Wańkowiczów, a jego twórczość związana jest z życiem artystycznym Białorusi, Litwy i Polski. Polski reportażysta-podróżnik Marek A. Koprowski uważa, że ekspozycja o Wańkowiczu w muzeum w Mińsku urządzona została tak, by sugerować, że był on artystą białoruskim. Koprowski określa „białorutenizację” malarza mianem dziwnej i sztucznej. Jego zdaniem Wańkowicz w swojej twórczości nie czerpał nawet inspiracji z białoruskich motywów, natomiast to, że tworzył on na ziemi należącej obecnie do Białorusi nie znaczy, że można go przypisywać do białoruskiej kultury.

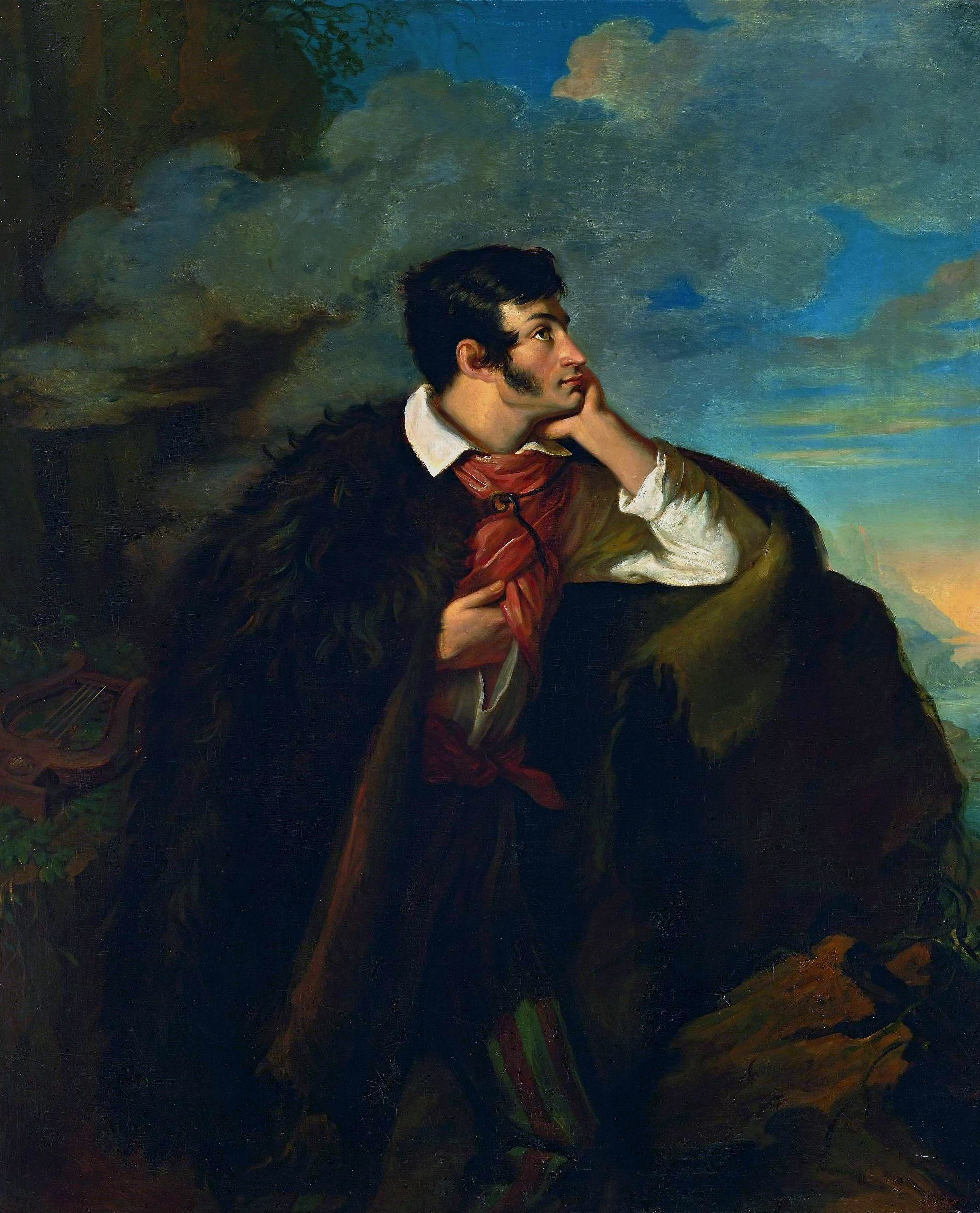
Portret Adama Mickiewicza na Judahu skale, 1827–1828
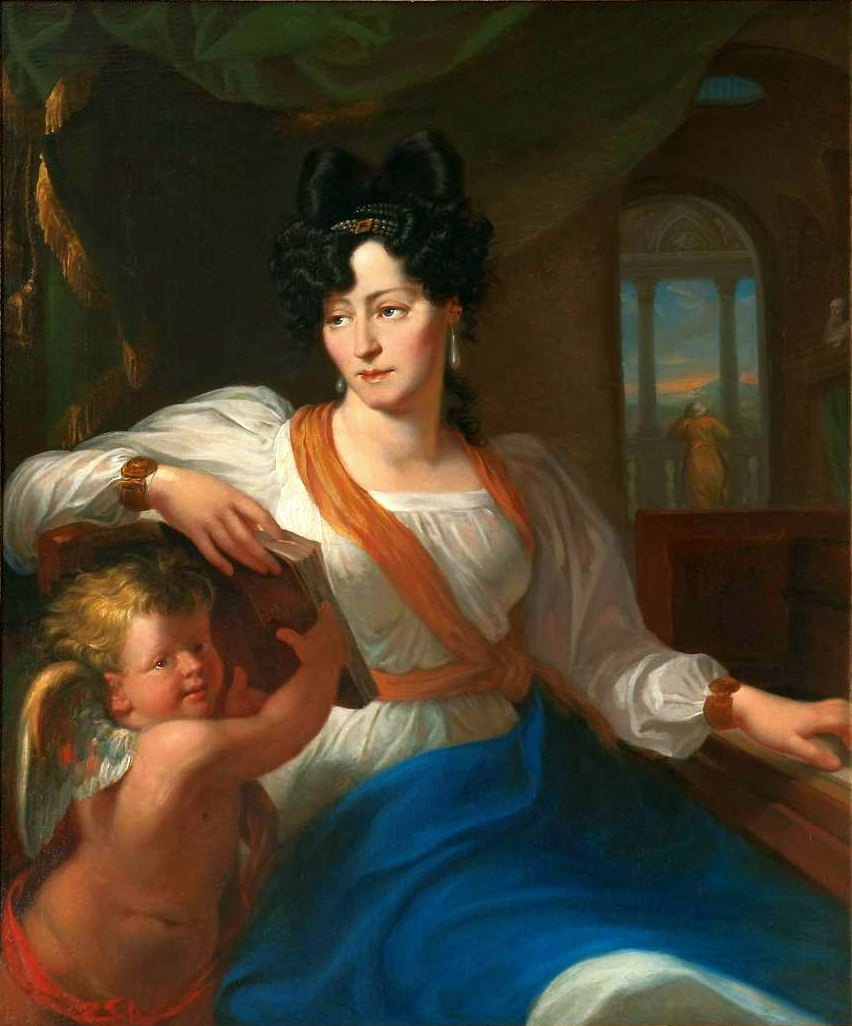
Portret pianistki Marii Szymanowskiej, 1828
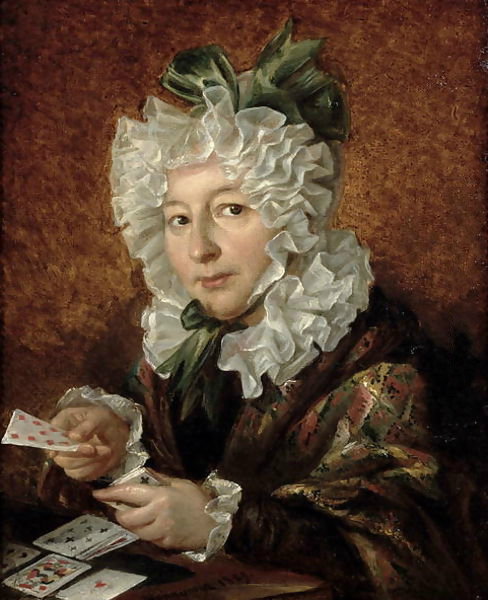
Kobieta kładąca pasjansa, 1829
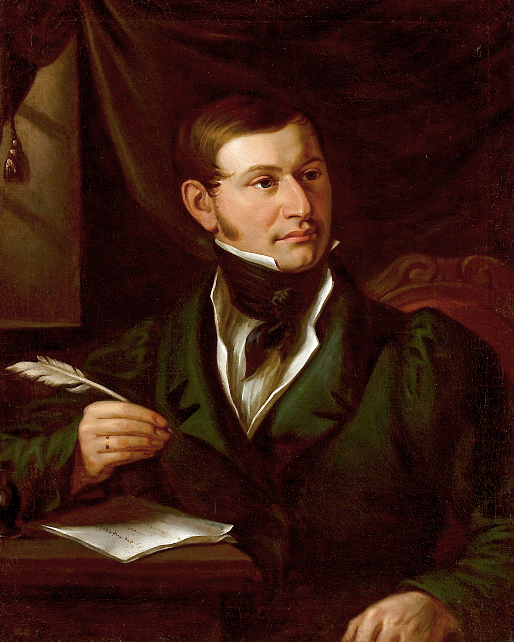
Portret Andrzeja Towiańskiego, około 1830
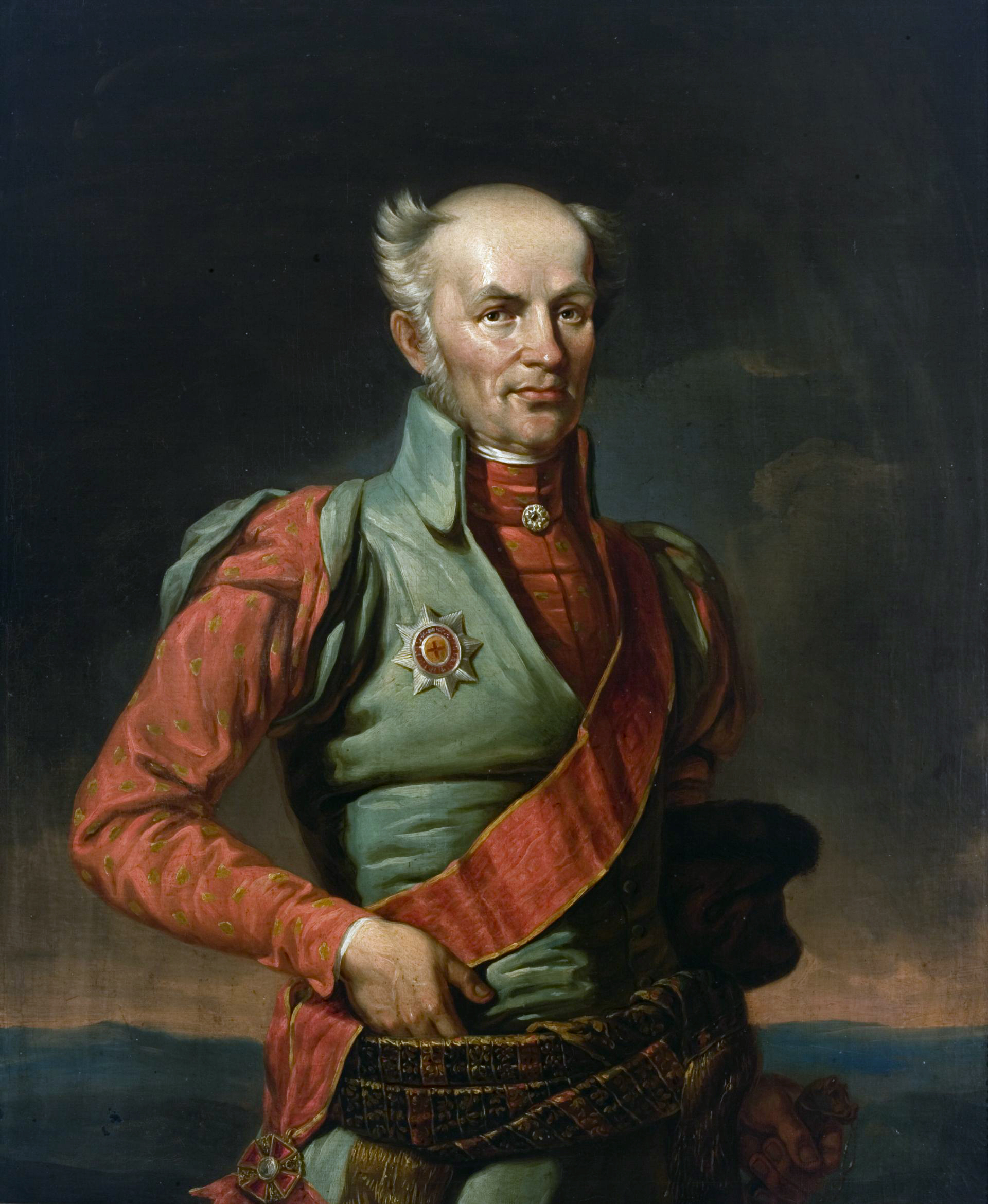
Portret Wojciecha Pusłowskiego, przed 1833
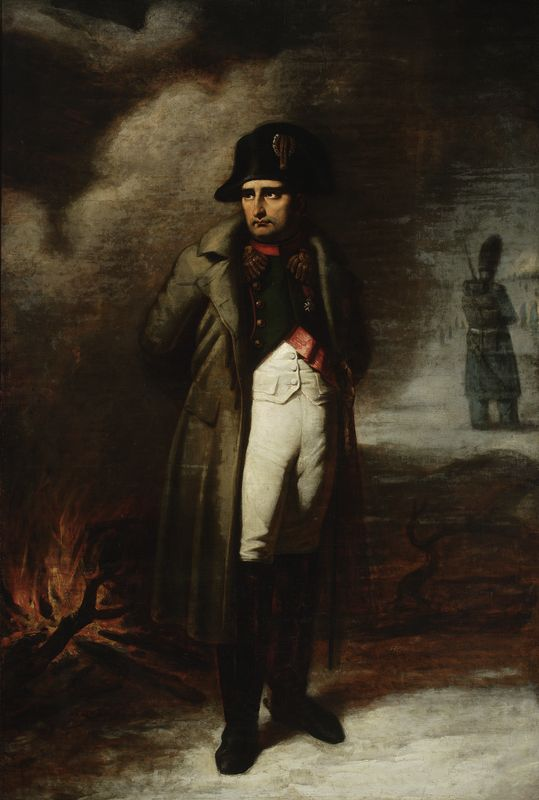
Napoleon przy ognisku, 1834

## Obrazy (wybór)
- Adam Mickiewicz na Judahu skale (1827-1828)
- Jan Gotlieb Kisling (1825)
- Portret Stanisława Chomińskiego (1824-1829)
- Portret Stanisławy Horeckiej (1828)
- Portret Andrzeja Towiańskiego (1830)
- Portret Juliana Korsaka (1830)
- Portret Karoliny Towiańskiej (1831)
- Portret żony z dziećmi (1833)
- Napoleon przy ognisku (1834)
- Śpiewacy katedry wileńskiej (1835)
- Portret Karola Lipińskiego (1838)
- Autoportret (przed 1840)

Wszystkie wymienione obrazy znajdują się w zbiorach Muzeum Narodowego w Warszawie.
- Obraz Matki Boskiej Ostrobramskiej w bocznej nawie kościoła świętego Seweryna w Paryżu